# Selda
| Informação Geral                                    |
| --------------------------------------------------- |
| Nome Completo: Guiselda Tainara Salgueira Portelina |
| Nascimento04 de julho de 1989                       |
| País: Angola/Huambo                                 |
| Genero Musical: afro jazz, soul music e semba       |

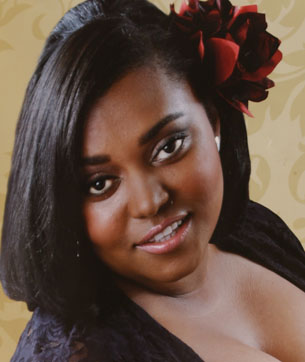
selda

Selda, nome artístico de Guiselda Tainara Salgueira Portelinha (província do Huambo, 4 de julho de 1989), é uma cantora angolana. 
Selda passou uma boa parte da sua infância na cidade do Lubango e a juventude em Luanda, onde possui residência, depois de ter uma curta passagem por Lisboa.
Fez o ensino médio no colégio Patrícia Rossana Curso de Ciências Exatas e fez o ensino superior  na Universidade Católica de Angola, universidade Óscar Ribas e Instituto superior CIS.

## Carreira
Selda é uma jovem cantora angolana conhecida no music hall nacional pelo CD de estreia "Morena de Cá", lançado no ano passado no Parque da Independência, em Luanda.
Entrou no mundo da música aos nove anos na província da Huíla. Ali viveu com os pais até aos dez anos. Foi influenciada pela avó que gostava de cantar fado e do pai que nos tempos livres exercia a actividade de DJ. Revelou que para além do pai tocar canções de vários estilos, a mãe é fã de músicas de Whitney Houston, Roberta Miranda e de Celine Dion, um ambiente que tinha em casa que a transformou em cantora.
Selda foi a terceira classificada e a canção foi eleita como a melhor composição musical do festival da canção da cidade de Luanda. Anos depois começou a participar em vários festivais nas escolas da capital. Aos 14 anos foi apresentada ao cantor Zé Maria Boyote. O seu talento convenceu Zé Maria Boyote a convidá-la a frequentar o seu estúdio para ter mais conhecimentos sobre a música.
No ano seguinte conheceu dois jovens músicos, Toty Samed e Caetano, que tinham uma banda, onde ela teve a oportunidade de ensaiar. Realizaram as primeiras actividades musicais do grupo no King Club, na Vila Alice. Aos 16 anos foi convidada por Jomo Fortunato para interpretar uma das músicas de sua autoria no festival da Luanda Antena Comercial (LAC). No ano seguinte foi convidada pelo cantor Konde para participar no concurso musical da Cidade de Luanda interpretando a canção "Kianda Luanda".
Em 2011, Selda volta a estar na ribalta ao participar no concurso ENSA/ARTE da canção com um tema da sua autoria que a levou a conquistar a terceira posição. Ainda em 2011, Selda aposta na carreira a solo, que culminou com o convite para abrir o espectáculo em Luanda do cantor e compositor cabo-verdiano Tito Paris.
Selda confessa que é grande admiradora de Tito Paris e ouve as suas canções desde os seis anos. Disse ainda que a sua participação no espectáculo de Tito Paris abriu-lhe as portas para cantar. A actividade artística de Selda passou a ser regular, cantando todas as semanas no Calor Tropical, na Samba. Não levou muito tempo para Selda ser surpreendida com uma proposta para gravar o primeiro CD da carreira.
A proposta foi-lhe feita durante um espectáculo restrito que tinha agendado para os fins-de-semana no Calor Tropical, um espaço reservado para animar os clientes daquele complexo turístico.
Selda colocou à disposição do público 40.000 cópias. No CD de estreia, Selda faz também homenagem a André Mingas com a canção "Mufete". A cantora diz que "sou uma caloira bem-aventurada por ter no disco de estreia participação de grandes nomes da música internacional".
Selda diz que a única coisa que sabe fazer bem, é cantar. Reconhece que ainda é muito cedo para gravar outro CD porque o disco "Morena de Cá" está no mercado a menos de um ano.
O espectáculo mais recente em que Selda participou foi o Sons do Atlântico, onde teve a oportunidade de abrir e teve contactos com a cantora cabo-verdiana Sara Tavares.

## Discografia
O disco Morena de Cá foi gravado no Brasil com participação de músicos angolanos e brasileiros. Dos angolanos participaram:
- Toty Samed
- Paul Matomina
- Dalu Roger

O CD teve ainda a colaboração de:
- Filipe Mukenga
- Filipe Zau
- Jomo Fortunato
- Totó.

Dos artistas brasileiros destaca: 
- Jack Moremaum.

O arranjista do cantor britânico Sting, Ricardo Silveira que já cantou com o músico americano Babyface, o guitarrista João Lira, que toca com Alcione, e o produtor de Martinho da Vila durante 30 anos, o violinista, cantor e compositor brasileiro Rildo Hora.

## Quantas cópias já foram vendidas
Das 40.000 cópias já foram vendidas mais de 17 mil cópias nas cidades de Luanda e Lubango. Não realizou sessões de vendas e autógrafos nas outras províncias por não estarem ainda criadas condições.